# Fontaine-Couverte
Fontaine-Couverte è un comune francese di 397 abitanti situato nel dipartimento della Mayenne, nella regione dei Paesi della Loira.

## Società

### Evoluzione demografica
Abitanti censiti